# Budwiecie (Dubeninki)
Budwiecie (deutsch Budweitschen) ist ein Dorf in der polnischen Woiwodschaft Ermland-Masuren, das zur Landgemeinde Dubeninki (Dubeningken) im Powiat Gołdapski (Kreis Goldap) gehört.

## Geographische Lage
Budwiecie liegt im südlichen Randgebiet der Rominter Heide (Puszcza Rominska) und ist 14 Kilometer von der Kreisstadt Gołdap (Goldap) entfernt. Durch den Ort führt eine Nebenstraße, die direkt zur 218 Meter hohen und unmittelbar an der polnisch-russischen Staatsgrenze gelegenen Königshöhe (Królewska Góra) führt.

## Geschichte
Das kleine und heute Budwiecie genannte Dorf hieß vor 1734 Budwetschen, vor 1785 Budweitschen und dann bis 1938 mit Zusatz Budweitschen, Kirchspiel Dubeningken (bzw. ~Dubeningen).
Zwischen 1874 und 1945 war Budweitschen in den Amtsbezirk Rogainen eingegliedert, der zeit seines Bestehens zum Kreis Goldap im Regierungsbezirk Gumbinnen der preußischen Provinz Ostpreußen gehörte.
In Budweitschen lebten im Jahr 1910 298 Menschen. Ihre Zahl stieg bis 1933 auf 324 und belief sich 1939 noch auf 279.
Im Zuge der nationalsozialistischen Umbenennungsaktion erhielt Budweitschen am 3. Juni (amtlich bestätigt am 16. Juli) 1938 den Namen Elsgrund. Sieben Jahre später wurde das Dorf in Kriegsfolge mit dem gesamten südlichen Ostpreußen nach Polen überführt. Hier heißt es seitdem Budwiecie und ist eine mit einem Schulzenamt (polnisch: Sołectwo) versehene Ortschaft im Verbund der Gmina Dubeninki im Powiat Gołdapski innerhalb der Woiwodschaft Ermland-Masuren. 2006 waren in Budwiecie 120 Einwohner gemeldet.

## Religionen
Die vor 1945 mehrheitlich evangelische Bevölkerung war in das Kirchspiel der Kirche Dubeningken eingepfarrt und gehörte zum Kirchenkreis Goldap in der Kirchenprovinz Ostpreußen der Evangelischen Kirche der Altpreußischen Union. Katholische Kirchenglieder waren zur Pfarrei in Goldap im Bistum Ermland hin orientiert.
Seit 1945 gehört der weitaus größte Teil der Einwohnerschaft Budwiecies zur katholischen Kirche. Die Pfarrkirche ist jetzt die einst evangelische Kirche in Dubeninki, die dem Dekanat Filipów im Bistum Ełk (Lyck) der Katholischen Kirche in Polen zugeordnet ist. Die wenigen evangelischen Kirchenglieder gehören zur Kirchengemeinde in Gołdap, einer Filialgemeinde der Pfarrei in Suwałki innerhalb der Diözese Masuren der Evangelisch-lutherischen Kirche in Polen.

## Verkehr
Budwiecie liegt verkehrstechnisch günstig unweit der Woiwodschaftsstraße DW 651, die die Kreisstädte Gołdap in der Woiwodschaft Ermland-Masuren und Sejny in der Woiwodschaft Podlachien verbindet. Eine Bahnanbindung besteht nicht mehr, seit die auch „Kaiserbahn“ genannte Bahnstrecke Goldap–Szittkehmen/Wehrkirchen mit der nächstgelegenen Bahnstation Meschkrupchen in Kriegsfolge stillgelegt worden ist.